# Estación de Heide
La estación de Heide es una estación de tren belga situada en Kalmthout, en la provincia de Amberes, región Flamenca.
Pertenece a la línea  de S-Trein Antwerpen.

## Situación ferroviaria
La estación se encuentra en la línea 12 (Amberes-Essen-frontera)

## Intermodalidad
| Heide Station |                       |
| Autobuses de Amberes |                       |
| --- | --------------------- |
| \| Línea \| Recorrido \| \| ----- \| --------------------- \| \| 671 \| Kalmthout ↔ Zandvliet \| \| 673 \| Essen ↔ Stabroek \| \| 675 \| Putte ↔ Wuustwezel \| |                       |
| Línea | Recorrido             |
| 671 | Kalmthout ↔ Zandvliet |
| 673 | Essen ↔ Stabroek      |
| 675 | Putte ↔ Wuustwezel    |